# Heterusia jelskiaria
Heterusia jelskiaria är en fjärilsart som beskrevs av Charles Oberthür 1881. Heterusia jelskiaria ingår i släktet Heterusia och familjen mätare. Inga underarter finns listade i Catalogue of Life.